# Попельовська-Кольонія
Попельовська-Кольонія (пол. Popielowska Kolonia, нім. Klink) — село в Польщі, у гміні Попелюв Опольського повіту Опольського воєводства.
Населення — 141 особа (2011).

## Демографія
Демографічна структура станом на 31 березня 2011 року:
|          | Загалом | Допрацездатний вік | Працездатний вік | Постпрацездатний вік |
| -------- | ------- | ------------------ | ---------------- | -------------------- |
| Чоловіки | 62      | 11                 | 39               | 12                   |
| Жінки    | 79      | 18                 | 44               | 17                   |
| Разом    | 141     | 29                 | 83               | 29                   |